# 1766 en France
Chronologie de la France
- 1762
- 1763
- 1764
- 1765
- 1766
- 1767
- 1768
- 1769
- 1770

Cette page concerne l’année 1766 du calendrier grégorien.

## Événements
- Janvier-février : la Seine gèle à Paris à -12,5°. Gelées d’oliviers en Provence[1].
- 15 janvier : avis aux souscripteurs de l’Encyclopédie les prévenant de l’achèvement de ses dix derniers volumes[2].
- Janvier : émission de cinq millions de rentes viagères au principal de 50 millions pour équilibrer le budget[3].

- 5 février : remontrances de la Cour des aides contre la prorogation des octrois municipaux[3].
- 22 février : ouverture de l’École vétérinaire de Limoges par Turgot (fermée 5 novembre 1768)[4].
- 23 février : mort de Stanislas Leszczynski[5]; fin de son viager sur le Duché de Lorraine, intégré au Royaume de France.
- 24 février : La Galaizière, muni des pleins pouvoir envoyés par Choiseul, prend possession des Duchés de Lorraine et de Bar au nom du roi à la suite de la mort de Stanislas Leszczynski, Duc de Lorraine et de Bar en titre et ex-roi de Pologne[6].
- 28 février : le chevalier de la Barre est condamné par le tribunal d’Abbeville à avoir le poing coupé, la langue arrachée et à être brulé vif car il ne s’était pas découvert devant une procession de Capucins[5].
- 3 mars : discours de la Flagellation, prononcé par Louis XV à l’issue d’une crise politique entre les privilégiés et la monarchie[7]. En 1763, le parlement de Bretagne et son procureur général, La Chalotais, avaient refusé d’enregistrer le projet de cadastre de Bertin. Le commandant en chef, le duc d’Aiguillon, impose l’édit sur ordre de Versailles, dans un « lit de justice ». La Chalotais, accusé, est emprisonné. Les États de Bretagne font cause commune avec le parlement et en 1765, le parlement de Rennes démissionne : le cours de la justice est interrompu. Le parlement de Paris prend fait et cause pour celui de Rennes, ce qui provoque la séance royale tenue par Louis XV le 3 mars 1766, au cours de laquelle le roi prononce un discours qui rappelle avec vigueur la théorie de la souveraineté monarchique : « Comme s’il était permis d’oublier que c’est en ma personne seule que réside la puissance souveraine dont le caractère propre est l'esprit de conseil, de justice et de raison. Que c’est de moi seul que les Cours tiennent leur existence et leur autorité. Que la plénitude de cette autorité qu’elles n’exercent qu’en mon nom, demeure toujours en moi et que l’usage n’en peut jamais être tourné contre moi ». Le 22 décembre cependant, le Roi éteint purement et simplement le procès de La Chalotais, qui sort de la Bastille et part en exil à Saintes[8].

- 10 avril : Choiseul aux Affaires étrangères[9]. Choiseul-Praslin, son cousin, lui succède à la Marine le 6 avril[10] (fin en 1770). Sous son ministère sont construits 165 navires de guerre, dont 66 gros vaisseaux parmi les plus modernes du monde.

- 3 mai et 10 août : création du concours d’agrégation, pour suppléer à la fermeture des collèges jésuites[11].
- 9 mai : décapitation de Lally-Tollendal[12].
- 23 mai : un arrêt du conseil d’état annonce la création d’une commission pour la réforme des ordres religieux[13].

- 12 juin :  la « Bête de Sarlat », un loup enragé qui a attaqué 18 hommes à Sarlat le 11 juin, est tuée lors d’une battue menée par le Dubex de Descamps, seigneur de Saint-Julien[14].
- Juin : réduction de 5 à 4 % du taux d’intérêt légal des rentes[3].

- 1er juillet : à Abbeville, le chevalier de La Barre subit le supplice des criminels de lèse-majesté divine ; la peine prononcée à Abbeville est confirmée par le parlement de Paris[5].
- 31 juillet : création de la commission des réguliers, formée d’archevêques et de conseillers d’État, qui supprime neuf ordres religieux et plus quatre cents maisons monastiques dont l’utilité, voire l’existence, n’apparaissent plus comme évidente (1780)[13].
- Juillet : édit limitant le privilège d’exemption de taille, en vigueur jusqu’en 1789, enregistré par le parlement de Paris le 4 août 1767, avec modifications. Devant la lenteur de la Cour malgré l’envoi de lettres de jussion, le Roi donne ordre de passer outre l’enregistrement et d’exécuter l’édit[3].

- 13 août : déclaration portant exemption de taille et de dîmes pour les cultivateurs des terres nouvellement défrichées pour 10 ans, enregistrée par le Parlement de Paris le 22 août. Le 2 octobre, un nouvel arrêt élargit l’exemption fiscale à quinze ans et étend la franchise à la capitation[15].

- 10 septembre : discours de Jean-Jacques Bachelier, annonçant à l’Académie royale de peinture et de sculpture l’ouverture d’une école élémentaire en faveur des métiers relatifs aux arts dans la chapelle du collège d’Autun, à l’origine de l’École nationale supérieure des arts décoratifs à Paris[16].

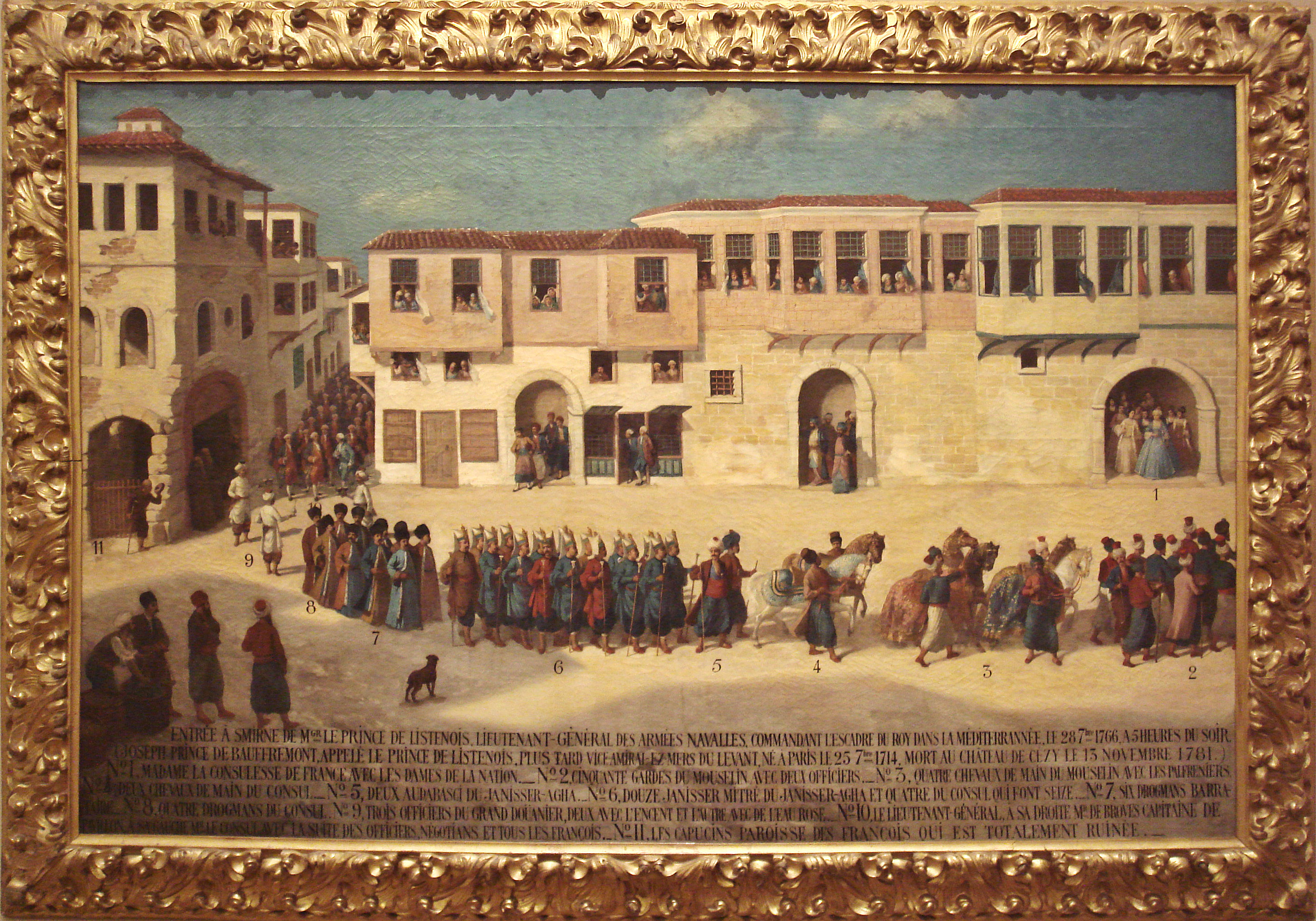
Entrée à Smyrne de Mgr le Prince de Listenois le 28 septembre 1766, anonyme.

- 28 septembre : Joseph de Bauffremont, commandant de l’escadre française en Méditerranée chargée de protéger le commerce à destination du Levant, entre officiellement à Smyrne[17].

- 7 octobre : Calonne, intendant à Metz (fin en 1778)[18].

- Novembre : les ports de Nantes et Rouen sont fermés à l’exportation des grains[19]. Des trente-six ports ouverts à l’exportation des grains en 1764, deux sont fermés en 1765 (Cette et Agde) ; huit autres en 1766 (Rouen, Honfleur, Le Havre, Brest, Nantes, Port-Vendres, La Nouvelle et Toulon), six en 1767 (Dunkerque, Gravelines, Calais, Saint-Valery, Dieppe et Fécamp), cinq en 1768 (Caen, Granville, Bordeaux, Blaye et Libourne)[20].

- Antoine-Gaspard Ketna, né à Pondichéry où il a été acheté chez un marchand arménien par un Suédois nommé Stamma, arrive à Marseille avec son maître. Il adresse une pétition au parlement d'Aix et obtient sa liberté. En 1767 suivante, il épouse Marie-Madeleine Moutte, une Blanche native de Cadenet. En 1777, il est père d'une fillette de cinq ans et propriétaire d'une salle de danse[21].